# Aapafstammelingen van Zodang Gongpori
De aapafstammelingen van Zodang Gongpori waren heersers van Tibet in de legendarische voorgeschiedenis van Tibet. Zodang Gongpori is een berg in de Yarlung-vallei, ten oosten van Tsetang. De aapafstammelingen staan symbool voor de geboorte van de eerste Tibetanen.
Er bestaan twee versies van dit verhaal. In de ene versie zou een aap, de voorvader Pha Trelgen Changchup Sempa, de demonische Jetsun Dolma (de Tibetaanse naam voor Tara) hebben bezwangerd nadat toestemming was ingewonnen van Chenrezig (de Tibetaanse naam voor Avalokitesvara). In de andere zou Chenrezig een demonische ogress zelf hebben bezwangerd.
Ze volgden de 18 klassen van betoverde demonen op, genaamd Gongpo. Na hen kwamen de 12 koninkrijken en 40 prinsdommen.

## Pha Trelgen Changchup Sempa en Tara

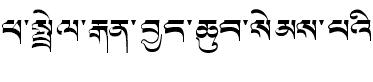
"Pa Drengen Changchop Simpa" in het Tibetaans

In een van de versies wordt de aap Pha Trelgen Changchup Sempa beschouwd als de incarnatie van de bodhisattva van mededogen.
Pha betekent vader, Trelgen oude aap en Changchup Sempa bodhisattva. Los van elkaar betekenen Changchub compassie en Sempa hart.
Volgens deze mythe was in aanloop tot de creatie van Tibet de wereld bedekt met water. Het water zakte waardoor er plaats vrijkwam voor het dierenleven. Op de natte velden van Tibet arriveerde toen de aap Pha Trelgen Changchup Sempa die zich hier terug wilde trekken om zich te wijden aan meditatie en een ascetisch en zuiver leven. Tijdens het mediteren op de berg Gongori kwam er een vrouwelijke demon om hem te verleiden. Volgens de tradities zou zij de manifestatie van de bodhisattva Jetsun Dolma zijn: symbool van de energie van mededogen en beschermer van de handelaren en reizigers.
Ze dreigde, als hij zich niet met haar wilde binden, in de zee een monster te zoeken om haar te bezwangeren van een groot aantal kleine monsters die alle wezens zouden vernietigen. De aap zwichtte en verzocht toestemming van Chenrezig om met haar te trouwen. Deze zegende de aap en de vrouwelijke demon, en enkele maanden later werden uit hun verbintenis zes apen geboren. Pha Trelgen liet de apen opgroeien in het bos en na drie jaar ontdekte hij dat hun aantal was gegroeid tot vijfhonderd. De bosvruchten waren onvoldoende om ze allemaal te voeden en Pha Trelgen besloot hen te helpen met het vinden van voedsel. Ten einde raad begaf hij zich opnieuw naar de god van mededogen met het verzoek om hulp. Chenrezig ging daarop naar de mythische berg Meru (Kailash).
Volgens de ene overlevering zou hij op de top van de berg een hand vol gerst hebben verzameld. Volgens een andere zou hij hier rechtstreeks vijf granen uit zijn lichaam hebben getrokken. Chenrezig overhandigde ze aan de aapvader die zich de verbouw ervan aanleerde. Na een goede oogst was hij uiteindelijk in staat al zijn kinderen te voeden.
Omdat de apen zich sindsdien voedden met granen, verloren ze beetje bij beetje hun haren en hun staart. Ook begonnen ze gereedschappen van beenderen en stenen te gebruiken, met het maken van kleren en het bouwden van huizen. Uiteindelijk was er de beschaving ontstaan waaruit de Tibetanen zouden zijn voortgekomen.

## Chenrezig en de ogress
In een andere versie zou Chenrezig op deze berg in de verschijning van een aap een demonische ogress hebben bezwangerd en daarmee de geboortes van de zes oude Tibetaanse clans hebben voortgebracht.
De komst van de nakomelingen wordt in verband gebracht met een overgang in de steentijd naar een meer ontwikkelde neolithische cultuur in Tibet.